# Галия Белгика
Белгика (на латински: Gallia Belgica) е римска провинция, образувана през 16 година пр.н.е. в областите, населени от келтското племе белги. По времето на император Диоклециан (284 – 305) е разделена на две провинции: Белгика Прима на изток и Белгика Секунда на запад от река Моза. През V век е завоювана от франките.
След завоюването на Белгика от франките, провинцията е заселена от германски племена, а също така отчасти и от фризи и сакси, които в значителна степен германизират старото белго-римско население на Северна Белгика (впоследствие това население е съставна част от фламандската народност). Германизацията на белго-римското население в Южна Белгика е незначително (впоследствие съставна част от валонската народност).